# Musiciens à l'orchestre
Musiciens à l'orchestre est un tableau peint par Edgar Degas en 1872. Il mesure 69 × 49 cm. Il est conservé au musée Städel à Francfort-sur-le-Main en Allemagne.

## Contexte, description, analyse
Dans  ce tableau, une huile sur toile de 69 cm de hauteur sur 49 cm de largeur, peint en 1872 par Edgar Degas, nous retrouvons trois des musiciens de L'Orchestre de l'Opéra, notamment l'ami du peintre, le bassoniste Désiré Dihau, qu'il a également représenté dans l'esquisse préparatoire au portrait de groupe et dans les deux versions de la scène du ballet de l'opéra de Giacomo Meyerbeer, Le Ballet de « Robert le Diable » (1871) et Le Ballet de « Robert le Diable » (1876).